# Бригадирівка (Лубенський район)
Бригади́рівка (Холодне) — село в Україні, у Хорольській міській громаді Лубенського району Полтавської області. Населення становить 419 осіб. До 2020 орган місцевого самоврядування — Ялосовецька сільська рада.

## Географія
Село Бригадирівка знаходиться біля берегів трьох ставків (раніше річка Холодна). На півночі від села на відстані 1,5 км розташоване село Червоне, на південь від села на відстані 0,5 км розташоване село Миколаївка. Поруч з селом проходить автомобільна дорога М03.

## Історія
Імовірно виникло у 2 половині XVIII ст. на розлогих схилах невеличкої річки Холодна. У 1781 р. у с. Холодному Хорольської сотні Миргородського полку було 60 хат. Є версія, що селом певний час володів бригадир Шамшев, від якого село одержало другу назву Бригадирівка (як і с. Крива Руда (Калинівка), що нині у Семенівському р-ні). У 1787 р. селом Бригадирівка (Холодна) володіли Петро, Андрій та Василь Капністи.
В кінці 18 ст. у Бригадирівці проживало 324 особи чол. статі, що сплачували податки. У 1777 р. у селі вже була Свято-Троїцька церква (ЦДІАК України. — Ф. 127, оп. 1020, спр. 4566). У 1803 р.(за ін. даними 1811 р.) коштом козацького аристократа Петра Васильовича Капніста зведено муровану церкву. У XVIII — XIX ст. проходили щорічні ярмарки. 
З 1917 - у складі УНР, з 1918 - Української Держави Гетьмана Павла Скоропадського. З 1921 - стабільний окупаційний режим комуністів. За переписом 1926 у Бригадирівці 239 господарств, проживало 645 чол. і 716 жінок, всього 1361 чол. До сільської ради входили населені пункти: Ялосовецьке (Лизаветське), Бригадирівка (Холодне), Червоний хутір, пізніше увійшло до Ялосовецької сільської ради. 1941 комуністів вигнали із села, а 1943 вони повернулися. 
З 1991 у складі відновленої Української Держави. 
12 червня 2020 року, відповідно до розпорядження Кабінету Міністрів України № 721-р «Про визначення адміністративних центрів та затвердження територій територіальних громад Полтавської області», село увійшло до складу Хорольської міської громади.. 
19 липня 2020 року, в результаті адміністративно - територіальної реформи та ліквідації Хорольського району, село увійшло до складу новоутвореного Лубенського району.
22 червня 2023 року рішенням Національної комісії зі стандартів державної мови віднесено до списку населених пунктів, які «можуть не відповідати лексичним нормам української мови», зокрема стосуватися «російської імперської чи колоніальної політики». Громаді рекомендовано обґрунтувати доцільність збереження поточної назви або запропонувати нову назву в установленому законодавством порядку. 

## Сучасний стан
Нині у селі Бригадирівка: 210 житлових будинків, 419 жителів є клуб, бібліотека, дитячий садок, пам'ятник загиблим воїнам.

## Населення

### Мова
Розподіл населення за рідною мовою за даними перепису 2001 року:
| Мова            | Кількість | Відсоток |
| --------------- | --------- | -------- |
| українська      | 466       | 94.91%   |
| російська       | 22        | 4.48%    |
| білоруська      | 2         | 0.41%    |
| інші/не вказали | 1         | 0.20%    |
| Усього          | 491       | 100%     |

## Економіка
- Свинотоварна ферма.
- ДП "ДГ ім. 9 січня" відділок №2.

## Об'єкти соціальної сфери
- Бригадирівська ЗОШ І ступеня.
- Амбулаторія загальної практики сімейної медицини.
- ДНЗ "Сонечко".
- Клуб.

## Відомі люди

### Народились
- Коряк Василь Васильович — юрист, журналіст, політик.